# Etén Puerto (distrito)
Etén Puerto é um distrito do Peru, departamento de Lambayeque, localizada na província de Chiclayo.